# إبراهيم بكاكي
إبراهيم الخليل بكاكي (من موليد 10 يناير 1992 في سطيف) هو لاعب كرة قدم جزائري يلعب مع اتحاد العاصمة في الرابطة الجزائرية المحترفة الاولى.

## روابط خارجية
- إبراهيم بكاكي على موقع قاعدة بيانات كرة القدم.إي يو (الإنجليزية)
- إبراهيم بكاكي على موقع Soccerway.com (الإنجليزية)